# 陳良棟
陳良棟（1551年—1610年），字用隆，四川敘州府宜賓縣人，民籍。

## 生平
六月十五日生，行二，治《詩經》，由府學附學生中式四川鄉試第三十二名舉人，年二十七歲中式萬曆五年（1577年）丁丑科會試第二百七十四名，第三甲第一百九十名進士。七年任浙江仁和知县。历升刑部郎中，二十年三月升广东罗定道练兵佥事。

## 家族
曾祖陳永益；祖陳金輔；父陳忠；母張氏。慈侍下，妻程氏，兄良山，弟良材。